# 马尚街道
马尚街道，原为马尚镇，是中华人民共和国山東省淄博市张店区下辖的一个乡镇级行政单位。2020年8月，撤镇设街道，现区划代码为370303009。

## 行政区划
马尚街道下辖以下地区：
西寨社区、金鑫园社区、新兴社区、冢子坡社区、凯瑞园社区、世纪花园社区、恒兴花园社区、龙凤苑社区、江南豪庭社区、祥瑞花园社区、学府花园社区、东北村、西南村、西北村、东南村、林家村、九级村、回民村、石村、钱家村、于小村、台头村、班家村、张兑村、周家村、大套村、小套村和山东理工大学社区。